# Benediktbeuern
Benediktbeuern är en kommun i Landkreis Bad Tölz-Wolfratshausen i den sydligaste delen av förbundslandet Bayern i Tyskland. Folkmängden uppgår till cirka 3 700 invånare, på en yta av 38 kvadratkilometer.
Kommunen ingår i kommunalförbundet Benediktbeuern tillsammans med kommunen Bichl.
I Benediktbeuern ligger ett kloster, som grundades runt år 739 eller 740. Ursprungligen tillhörde det benediktinerorden men är nu salesianskt. Här hittades 1803 manuskriptet Carmina Burana ("Sånger från Beuern") med medeltida profan lyrik. Ett urval texter därifrån ligger till grund för Carl Orffs tonsättning med samma namn.